# Qualificazioni al campionato mondiale di calcio 2022 - CONCACAF
Alle qualificazioni per la zona della CONCACAF partecipano 35 nazionali. Le prime tre squadre si qualificano direttamente alla fase finale mentre la quarta squadra affronta lo spareggio intercontinentale.

## Regolamento
Il format delle qualificazioni è stato modificato a causa dello stravolgimento dei calendari causato dalla pandemia di COVID-19. Il nuovo format è stato annunciato il 27 luglio 2020:
- Prima fase: Le trenta squadre posizionate a partire dal sesto posto, in base al ranking FIFA di luglio 2020, vengono suddivise in sei gironi da cinque squadre. Le sei squadre col miglior ranking sono teste di serie e non possono essere sorteggiate nello stesso girone. I gironi si disputano con partite di sola andata, due in casa e due in trasferta per ogni nazionale. Le sei prime classificate avanzano alla seconda fase.
- Seconda fase: Le sei vincitrici della prima fase si sfidano in un turno a eliminazione diretta con partite di andata e ritorno. Le tre vincitrici avanzano alla terza fase.
- Terza fase: Le tre vincitrici della seconda fase e le migliori cinque nazionali in base al ranking FIFA di luglio 2020 si sfidano in un girone con partite di andata e ritorno. Le prime tre classificate si qualificano direttamente al mondiale, mentre la quarta classificata disputa lo spareggio intercontinentale.

## Prima fase
I sorteggi della prima fase sono stati effettuati il 19 agosto 2020 al quartier generale FIFA a Zurigo.

### Gruppo A
| Squadra                 | Pt | G | V | N | P | GF | GS | DR  |
| ----------------------- | -- | - | - | - | - | -- | -- | --- |
| El Salvador             | 10 | 4 | 3 | 1 | 0 | 13 | 1  | +12 |
| Montserrat              | 8  | 4 | 2 | 2 | 0 | 9  | 4  | +5  |
| Antigua e Barbuda       | 7  | 4 | 2 | 1 | 1 | 6  | 5  | +1  |
| Grenada                 | 3  | 4 | 1 | 0 | 3 | 2  | 5  | -3  |
| Isole Vergini Americane | 0  | 4 | 0 | 0 | 4 | 0  | 15 | -15 |

|                         | El Salvador (bandiera) | Antigua e Barbuda (bandiera) | Grenada (bandiera) | Montserrat (bandiera) | Isole Vergini Americane (bandiera) |
| ----------------------- | ---------------------- | ---------------------------- | ------------------ | --------------------- | ---------------------------------- |
| El Salvador             |                        | 3 - 0                        | 2 - 0              |                       |                                    |
| Antigua e Barbuda       |                        |                              | 1 - 0              | 2 - 2                 |                                    |
| Grenada                 |                        |                              |                    | 1 - 2                 | 1 - 0                              |
| Montserrat              | 1 - 1                  |                              |                    |                       | 4 - 0                              |
| Isole Vergini Americane | 0 - 7                  | 0 - 3                        |                    |                       |                                    |

### Gruppo B
| Squadra      | Pt | G | V | N | P | GF | GS | DR  |
| ------------ | -- | - | - | - | - | -- | -- | --- |
| Canada       | 12 | 4 | 4 | 0 | 0 | 27 | 1  | +26 |
| Suriname     | 9  | 4 | 3 | 0 | 1 | 15 | 4  | +11 |
| Bermuda      | 4  | 4 | 1 | 1 | 2 | 7  | 12 | -5  |
| Aruba        | 3  | 4 | 1 | 0 | 3 | 3  | 19 | -16 |
| Isole Cayman | 1  | 4 | 0 | 1 | 3 | 2  | 18 | -16 |

|              | Canada (bandiera) | Suriname (bandiera) | Bermuda (bandiera) | Isole Cayman (bandiera) | Aruba (bandiera) |
| ------------ | ----------------- | ------------------- | ------------------ | ----------------------- | ---------------- |
| Canada       |                   | 4 - 0               | 5 - 1              |                         |                  |
| Suriname     |                   |                     | 6 - 0              | 3 - 0                   |                  |
| Bermuda      |                   |                     |                    | 1 - 1                   | 5 - 0            |
| Isole Cayman | 0 - 11            |                     |                    |                         | 1 - 3            |
| Aruba        | 0 - 7             | 0 - 6               |                    |                         |                  |

### Gruppo C
| Squadra                   | Pt | G | V | N | P | GF | GS | DR  |
| ------------------------- | -- | - | - | - | - | -- | -- | --- |
| Curaçao                   | 10 | 4 | 3 | 1 | 0 | 15 | 1  | +14 |
| Guatemala                 | 10 | 4 | 3 | 1 | 0 | 14 | 0  | +14 |
| Cuba                      | 6  | 4 | 2 | 0 | 2 | 7  | 3  | +4  |
| Saint Vincent e Grenadine | 3  | 4 | 1 | 0 | 3 | 3  | 16 | -13 |
| Isole Vergini Britanniche | 0  | 4 | 0 | 0 | 4 | 0  | 19 | -19 |

|                           | Curaçao (bandiera) | Guatemala (bandiera) | Saint Vincent e Grenadine (bandiera) | Cuba (bandiera) | Isole Vergini Britanniche (bandiera) |
| ------------------------- | ------------------ | -------------------- | ------------------------------------ | --------------- | ------------------------------------ |
| Curaçao                   |                    | 0 - 0                | 5 - 0                                |                 |                                      |
| Guatemala                 |                    |                      | 10 - 0                               | 1 - 0           |                                      |
| Saint Vincent e Grenadine |                    |                      |                                      | 0 - 1           | 3 - 0                                |
| Cuba                      | 1 - 2              |                      |                                      |                 | 5 - 0                                |
| Isole Vergini Britanniche | 0 - 8              | 0 - 3                |                                      |                 |                                      |

### Gruppo D
| Squadra         | Pt | G | V | N | P | GF | GS | DR  |
| --------------- | -- | - | - | - | - | -- | -- | --- |
| Panama          | 12 | 4 | 4 | 0 | 0 | 19 | 1  | +18 |
| Rep. Dominicana | 7  | 4 | 2 | 1 | 1 | 8  | 4  | +4  |
| Barbados        | 5  | 4 | 1 | 2 | 1 | 3  | 3  | 0   |
| Dominica        | 4  | 4 | 1 | 1 | 2 | 5  | 4  | +1  |
| Anguilla        | 0  | 4 | 0 | 0 | 4 | 0  | 23 | -23 |

|                 | Panama (bandiera) | Rep. Dominicana (bandiera) | Barbados (bandiera) | Dominica (bandiera) | Anguilla (bandiera) |
| --------------- | ----------------- | -------------------------- | ------------------- | ------------------- | ------------------- |
| Panama          |                   | 3 - 0                      | 1 - 0               |                     |                     |
| Rep. Dominicana |                   |                            | 1 - 1               | 1 - 0               |                     |
| Barbados        |                   |                            |                     | 1 - 1               | 1 - 0               |
| Dominica        | 1 - 2             |                            |                     |                     | 3 - 0               |
| Anguilla        | 0 - 13            | 0 - 6                      |                     |                     |                     |

### Gruppo E
| Squadra        | Pt  | G | V | N | P | GF | GS | DR  |
| -------------- | --- | - | - | - | - | -- | -- | --- |
| Haiti          | 9   | 3 | 3 | 0 | 0 | 13 | 0  | +13 |
| Nicaragua      | 6   | 3 | 2 | 0 | 1 | 10 | 1  | +9  |
| Belize         | 3   | 3 | 1 | 0 | 2 | 5  | 5  | 0   |
| Turks e Caicos | 0   | 3 | 0 | 0 | 3 | 0  | 22 | -22 |
| Saint Lucia    | RIT | 0 | 0 | 0 | 0 | 0  | 0  | 0   |

|                | Haiti (bandiera) | Nicaragua (bandiera) | Belize (bandiera) | Saint Lucia (bandiera) | Turks e Caicos (bandiera) |
| -------------- | ---------------- | -------------------- | ----------------- | ---------------------- | ------------------------- |
| Haiti          |                  | 1 - 0                | 2 - 0             |                        |                           |
| Nicaragua      |                  |                      | 3 - 0             |                        |                           |
| Belize         |                  |                      |                   |                        | 5 - 0                     |
| Saint Lucia    |                  |                      |                   |                        |                           |
| Turks e Caicos | 0 - 10           | 0 - 7                |                   |                        |                           |

### Gruppo F
| Squadra             | Pt | G | V | N | P | GF | GS | DR  |
| ------------------- | -- | - | - | - | - | -- | -- | --- |
| Saint Kitts e Nevis | 9  | 4 | 3 | 0 | 1 | 8  | 2  | +6  |
| Trinidad e Tobago   | 8  | 4 | 2 | 2 | 0 | 6  | 1  | +5  |
| Porto Rico          | 7  | 4 | 2 | 1 | 1 | 10 | 2  | +8  |
| Guyana              | 3  | 4 | 1 | 0 | 3 | 4  | 8  | -4  |
| Bahamas             | 1  | 4 | 0 | 1 | 3 | 0  | 15 | -15 |

|                     | Trinidad e Tobago (bandiera) | Saint Kitts e Nevis (bandiera) | Guyana (bandiera) | Porto Rico (bandiera) | Bahamas (bandiera) |
| ------------------- | ---------------------------- | ------------------------------ | ----------------- | --------------------- | ------------------ |
| Trinidad e Tobago   |                              | 2 - 0                          | 3 - 0             |                       |                    |
| Saint Kitts e Nevis |                              |                                | 3 - 0             | 1 - 0                 |                    |
| Guyana              |                              |                                |                   | 0 - 2                 | 4 - 0              |
| Porto Rico          | 1 - 1                        |                                |                   |                       | 7 - 0              |
| Bahamas             | 0 - 0                        | 0 - 4                          |                   |                       |                    |

## Seconda fase
| Squadra 1           | Totale | Squadra 2   | Andata | Ritorno |
| ------------------- | ------ | ----------- | ------ | ------- |
| Saint Kitts e Nevis | 0 - 6  | El Salvador | 0 - 4  | 0 - 2   |
| Haiti               | 0 - 4  | Canada      | 0 - 1  | 0 - 3   |
| Panama              | 2 - 1  | Curaçao     | 2 - 1  | 0 - 0   |

## Terza fase
| Squadra     | Pt | G  | V | N | P  | GF | GS | DR  |
| ----------- | -- | -- | - | - | -- | -- | -- | --- |
| Canada      | 28 | 14 | 8 | 4 | 2  | 23 | 7  | +16 |
| Messico     | 28 | 14 | 8 | 4 | 2  | 17 | 8  | +9  |
| Stati Uniti | 25 | 14 | 7 | 4 | 3  | 21 | 10 | +11 |
| Costa Rica  | 25 | 14 | 7 | 4 | 3  | 13 | 8  | +5  |
| Panama      | 21 | 14 | 6 | 3 | 5  | 17 | 19 | -2  |
| Giamaica    | 11 | 14 | 2 | 5 | 7  | 12 | 22 | -10 |
| El Salvador | 10 | 14 | 2 | 4 | 8  | 8  | 18 | -10 |
| Honduras    | 4  | 14 | 0 | 4 | 10 | 7  | 26 | -19 |

|             | Canada (bandiera) | Costa Rica (bandiera) | El Salvador (bandiera) | Giamaica (bandiera) | Honduras (bandiera) | Messico (bandiera) | Panama (bandiera) | Stati Uniti (bandiera) |
| ----------- | ----------------- | --------------------- | ---------------------- | ------------------- | ------------------- | ------------------ | ----------------- | ---------------------- |
| Canada      |                   | 1 - 0                 | 3 - 0                  | 4 - 0               | 1 - 1               | 2 - 1              | 4 - 1             | 2 - 0                  |
| Costa Rica  | 1 - 0             |                       | 2 - 1                  | 1 - 1               | 2 - 1               | 0 - 1              | 1 - 0             | 2 - 0                  |
| El Salvador | 0 - 2             | 1 - 2                 |                        | 1 - 1               | 0 - 0               | 0 - 2              | 1 - 0             | 0 - 0                  |
| Giamaica    | 0 - 0             | 0 - 1                 | 1 - 1                  |                     | 2 - 1               | 1 - 2              | 0 - 3             | 1 - 1                  |
| Honduras    | 0 - 2             | 0 - 0                 | 0 - 2                  | 0 - 2               |                     | 0 - 1              | 2 - 3             | 1 - 4                  |
| Messico     | 1 - 1             | 0 - 0                 | 2 - 0                  | 2 - 1               | 3 - 0               |                    | 1 - 0             | 0 - 0                  |
| Panama      | 1 - 0             | 0 - 0                 | 2 - 1                  | 3 - 2               | 1 - 1               | 1 - 1              |                   | 1 - 0                  |
| Stati Uniti | 1 - 1             | 2 - 1                 | 1 - 0                  | 2 - 0               | 3 - 0               | 2 - 0              | 5 - 1             |                        |